# Kizugawa
Kizugawa (木津川市?) è una città giapponese della prefettura di Kyōto.